# Emílio Emiliano Gomes
Emílio Emiliano Gomes (Porto Alegre,  – Rio de Janeiro, 6 de agosto de 1937) foi um médico brasileiro.
Doutorado em medicina pela Faculdade de Medicina do Rio de Janeiro em 1886. Foi eleito membro da Academia Nacional de Medicina em 1901, com o número acadêmico 226, na presidência de Nuno Ferreira de Andrade.